# Uruguayaans voetbalelftal in 1998
Net als in 1994 speelde het Uruguayaans voetbalelftal slechts één interland in het jaar 1998, nadat de ploeg uit Zuid-Amerika zich niet had weten te plaatsen voor de WK-eindronde (1998) in Frankrijk. Het duel betrof een vriendschappelijk duel tegen Chili, dat eindigde in een 2-2 gelijkspel. In totaal maakten twee spelers hun debuut in die wedstrijd: doelman Gustavo Munúa en verdediger Mario Gastán. Víctor Púa trad voor de zesde keer op als interim-bondscoach. Op de FIFA-wereldranglijst zakte Uruguay in 1998 van de 40ste (februari 1998) naar de 76ste plaats (december 1998).

## Balans
| Wedstrijden | Wedstrijden | Wedstrijden | Wedstrijden | Doelpunten | Doelpunten | Doelpunten | Punten |
| Gespeeld    | Winst       | Gelijk      | Verlies     | Voor       | Tegen      | Saldo      | Punten |
| ----------- | ----------- | ----------- | ----------- | ---------- | ---------- | ---------- | ------ |
| 1           | 0           | 1           | 0           | 2          | 2          | 0          | 1.000  |

## Interlands
|                                |                                    |       |                                                 |                                                                                          |
| 24 mei Vriendschappelijk № 639 | Chili                              | 2 – 2 | Uruguay                                         | Estadio Nacional, Santiago Toeschouwers: 61.528 Scheidsrechter: José Antonio Arana (PER) |
| 24 mei Vriendschappelijk № 639 | Iván Zamorano 9' Marcelo Salas 26' |       | 63' (pen.) Nicolás Olivera 85' Marcelo Zalayeta | Estadio Nacional, Santiago Toeschouwers: 61.528 Scheidsrechter: José Antonio Arana (PER) |

## FIFA-wereldranglijst
| JAN | FEB | MAR | APR | MEI | JUN | JUL | AUG | SEP | OKT | NOV | DEC |
| --- | --- | --- | --- | --- | --- | --- | --- | --- | --- | --- | --- |
|     | 40  | 41  | 37  | 38  |     | 35  | 34  | 35  | 41  | 47  | 76  |

## Statistieken
| Gustavo Munúa       | 1978-01-27 | Club Nacional de Football | 1 | 0 | 0 | 1  | 0 |
| Verdediging         |            |                           |   |   |   |    |   |
| Mario Gastán        | 1969-12-11 | Defensor Sporting Club    | 1 | 0 | 0 | 1  | 0 |
| Diego López         | 1974-08-22 | Cagliari Calcio           | 1 | 0 | 0 | 16 | 0 |
| Gustavo Méndez      | 1971-02-03 | Vicenza Calcio            | 1 | 0 | 0 | 30 | 0 |
| Paolo Montero       | 1971-09-03 | Juventus                  | 1 | 0 | 0 | 25 | 2 |
| Middenveld          |            |                           |   |   |   |    |   |
| Juan Ferreri        | 1970-07-13 | Defensor Sporting Club    | 1 | 0 | 0 | 2  | 0 |
| Pablo García        | 1977-05-11 | Atlético Madrid B         | 1 | 0 | 0 | 6  | 0 |
| Líber Vespa         | 1971-10-18 | CA Rosario Central        | 1 | 0 | 0 | 7  | 0 |
| Christian Callejas  | 1978-05-17 | Danubio FC                | 0 | 1 | 0 | 4  | 1 |
| Aanval              |            |                           |   |   |   |    |   |
| Marcelo Zalayeta    | 1978-12-05 | Empoli                    | 1 | 0 | 1 | 5  | 2 |
| Fernando Correa     | 1974-01-06 | Atlético Madrid           | 1 | 0 | 0 | 2  | 0 |
| Federico Magallanes | 1976-08-22 | Racing Santander          | 1 | 0 | 0 | 3  | 0 |
| Nicolás Olivera     | 1978-05-30 | Sevilla FC                | 0 | 1 | 1 | 5  | 3 |

AUF · A-internationals · Selecties · Bondscoaches · Uruguayaans vrouwenelftal · Olympisch elftal · Uruguay U21 · Uruguay U20 · Uruguay U19 · Uruguay U18 · Uruguay U17
1900 – 1909 ·
1910 – 1919 ·
1920 – 1929 ·
1930 – 1939 ·
1940 – 1949 ·
1950 – 1959 ·
1960 – 1969 ·
1970 – 1979 ·
1980 – 1989 ·
1990 – 1999 ·
2000 – 2009 ·
2010 – 2019 ·
2020 – 2029
WK 1930 · 
WK 1950 · 
WK 1954 · 
WK 1962 · 
WK 1966 · 
WK 1970 ·
WK 1974 · 
WK 1986 · 
WK 1990 · 
WK 2002 · 
WK 2010 · 
WK 2014 · 
WK 2018
OS 1924 · 
OS 1928 ·
OS 2012
1902 · 
1903 · 
1904 · 
1905 · 
1906 · 
1907 · 
1908 · 
1909 ·
1910 · 
1911 · 
1912 · 
1913 · 
1914 · 
1915 · 
1916 · 
1917 · 
1918 · 
1919 ·
1920 · 
1921 · 
1922 · 
1923 · 
1924 · 
1925 · 
1926 · 
1927 · 
1928 · 
1929 ·
1930 · 
1931 · 
1932 · 
1933 · 
1934 · 
1935 · 
1936 · 
1937 · 
1938 · 
1939 ·
1940 · 
1941 · 
1942 · 
1943 · 
1944 · 
1945 · 
1946 · 
1947 · 
1948 · 
1949 ·
1950 · 
1951 · 
1952 · 
1953 · 
1954 · 
1955 · 
1956 · 
1957 · 
1958 · 
1959 ·
1960 · 
1961 · 
1962 · 
1963 · 
1964 · 
1965 · 
1966 · 
1967 · 
1968 · 
1969 ·
1970 · 
1971 · 
1972 · 
1973 · 
1974 · 
1975 · 
1976 · 
1977 · 
1978 · 
1979 ·
1980 · 
1981 · 
1982 · 
1983 · 
1984 · 
1985 · 
1986 · 
1987 · 
1988 · 
1989 ·
1990 ·
1991 · 
1992 · 
1993 · 
1994 · 
1995 · 
1996 · 
1997 · 
1998 · 
1999 · 
2000 · 
2001 · 
2002 · 
2003 · 
2004 · 
2005 · 
2006 · 
2007 · 
2008 · 
2009 · 
2010 · 
2011 · 
2012 · 
2013 · 
2014 · 
2015 · 
2016 ·
2017 ·
2018 ·
2019 ·
2020 ·
2021 ·
2022 ·
2023 ·
2024
Algerije ·
Angola ·
Argentinië ·
Australië ·
België ·
Bolivia ·
Brazilië ·
Bulgarije ·
Canada ·
Chili ·
China ·
Colombia ·
Costa Rica ·
Cuba ·
DDR ·
Denemarken ·
Duitsland ·
Ecuador ·
Egypte ·
Engeland ·
Estland ·
 Finland ·
Frankrijk ·
Georgië ·
Ghana ·
Guatemala ·
Haïti ·
Honduras ·
Hongarije ·
Ierland ·
India ·
Indonesië ·
Irak ·
Iran ·
Israël ·
Italië ·
Ivoorkust ·
Jamaica ·
Japan ·
Joegoslavië ·
Jordanië ·
Libië ·
Luxemburg ·
Maleisië ·
Mexico ·
Marokko ·
Nederland ·
Nicaragua ·
Nieuw-Zeeland ·
Nigeria ·
Noord-Ierland ·
Noorwegen ·
Oekraïne ·
Oezbekistan ·
Oman ·
Oostenrijk ·
Panama ·
Paraguay ·
Peru ·
Polen ·
Portugal ·
Roemenië ·
Rusland ·
Saarland ·
Saoedi-Arabië ·
Schotland ·
Senegal ·
Servië & Montenegro ·
Singapore ·
Slovenië ·
Sovjet-Unie ·
Spanje ·
Tahiti ·
Thailand ·
Trinidad en Tobago · 
Tsjechië ·
Tsjecho-Slowakije ·
Tunesië · 
Turkije ·
Venezuela ·
Verenigde Arabische Emiraten ·
Verenigde Staten ·
Wales ·
Zuid-Afrika ·
Zuid-Korea ·
Zweden ·
Zwitserland
Argentinië (1986) ·
België (1990) ·
Brazilië (1950) · 
Colombia (2014) ·
Costa Rica (2014) ·
Denemarken (1986) ·
Denemarken (2002) ·
Duitsland (2010) ·
Egypte (2018) ·
Engeland (2014) ·
Frankrijk (2002) ·
Frankrijk (2010) ·
Frankrijk (2018) ·
Ghana (2010) ·
Italië (1990) ·
Italië (2014) ·
Mexico (2010) ·
Nederland (1974) ·
Nederland (2010) ·
Portugal (2018) ·
Rusland (2018) ·
Saoedi-Arabië (2018) ·
Schotland (1986) ·
Senegal (2002) ·
Spanje (1990) ·
West-Duitsland (1986) ·
Zuid-Afrika (2010) ·
Zuid-Korea (1990) ·
Zuid-Korea (2010)